# Gauri Sankar
Il Gauri Sankar (in nepalese गौरी शंकर, derivato dal Sanscrito La Dea e il Suo Consorte) è una montagna del Nepal e della Cina.